# Második artois-i csata
A második artois-i csata 1915 májusában és júniusában dúlt Franciaország északi részén a támadó francia és a védekező császári német csapatok között.

## A csata

### Francia tervek
A németek 1915 áprilisában kénytelenek voltak eredménytelen flandriai első támadásukat leállítani. Ezt a szünetet használta ki a francia hadvezetés, hogy a hadászati kezdeményezést visszaszerezvén áttörést harcoljon ki a nyugati front artois-i szakaszán. A francia támadás célja az Arrastól északra elterülő dombvonulat volt, amely az utolsó természet adta védvonalat jelentette a németek kezén lévő észak-francia szénmezők felé vezető úton. A támadásban 18 francia hadosztály vett részt a frontvonal 34 km széles szakaszán. A fő csapást egy 12 km-es szakaszon 12 hadosztály mérte. A dombvonulat mészkövén a németek géppuskafészkekkel és aknamezőkkel igen jól védett arcvonalat alakítottak ki. A francia hadvezetés még nem dolgozta ki az ellenséges frontvonal áttörésének pontos taktikáját; úgy vélték, hogy össztűzzel, majd egy nagy erejű rohammal is elérhető a kívánt eredmény.

### A francia támadás
A támadás 1915. május 9-én vette kezdetét. A francia tüzérség össztüzet zúdított a német állásokra. 5 nap alatt kb. 600 000 lövést adtak le a német front áttörésre kijelölt szakaszára. További 91 000 kilövésre váró gránátot tartottak készenlétben, hogy a németek második védelmi vonalát is meg tudják gyengíteni áttörés esetén. Az össztűz elnémulását követő percekben indult rohamra a francia gyalogság, hogy a németek ne tudják állásaikat időben helyreállítani.
A németek a tüzérség támadása alatt megerősítették második és harmadik védvonalukat. A francia támadás nem érte őket meglepetésként. A francia gyalogság ennek ellenére betört a német vonalak közé és egészen a második védvonalig nyomult előre. A második vonalaknál felkészült és megerősített német védelemmel kerültek szembe, majd súlyos veszteségek elszenvedése után visszavonultak. A tartalékok bevetésével sikerülhetett volna a második védvonal bevétele is, de a tartalékokat a német tüzérségtől tartván mélyen a saját front mögött tartották készenlétben. A német csapatok végül zárták a fronton támadt rést.
A franciák a csata 6 hete alatt több frontszakaszon és időpontban megkísérelték a német vonalakon való átjutást, minimális területi eredménnyel. A francia csapatok 1,9 km mélyen és 5,4 km szélességben nyomultak előre. Néhány teljesen megsemmisült kisvároson kívül a kezükre került a dombvonulat egyik csúcsa. A veszteség francia oldalon 100 000 katona volt, ebből 60 000 halott. Foch Marshall az eredménytelenség miatt állíttatta le a támadást.

### A brit támadás
A britek is május 9-én támadtak Lille-től délnyugatra, de támadásukról egyetlen óra alatt le kellett mondaniuk. A tüzérségi előkészítés során ugyanis nem a német állásokat, hanem üres területeket lőttek. A rohamra induló angol katonákat a sértetlenül maradt német bunkerekből golyózápor fogadta. A támadást már helyesen irányzott tüzérségi csapással június 16-án megismételték, de áttörést ekkor sem tudtak kiharcolni. Ennek következményeként az antantcsapatok visszahúzódtak állásaikba.
A csata alatt az antant 132 000 halottat és sebesültet veszített, csak minimális területnyereséget tudott kiharcolni. Német oldalon 73 000 fős veszteség volt.